# Шаблыкино (Тверская область)
Шаблыкино — деревня в Краснохолмском муниципальном округе Тверской области. 

## География
Деревня расположена на берегу реки Решетиха в 9 км на север от города Красный Холм. 

## История
В 1835 году в селе Шаблыкино была построена каменная Успенская церковь с 3 престолами, метрические книги с 1780 года.
В конце XIX — начале XX века село входило в состав Хабоцкой волости Весьегонского уезда Тверской губернии.
С 1929 года деревня входила в состав Ульянинского сельсовета Краснохолмского района Бежецкого округа Московской области, с 1935 года — в составе Калининской области, с 2005 года — в составе Ульянинского сельского поселения, с 2013 года — в составе Лихачёвского сельского поселения, с 2019 года — в составе Краснохолмского муниципального округа.

## Население
| 1859 | 2010 |
| ---- | ---- |
| 13   | ↘1   |

## Достопримечательности
В деревне расположена действующая Церковь Казанской иконы Божией Матери (1835).